# Hatt

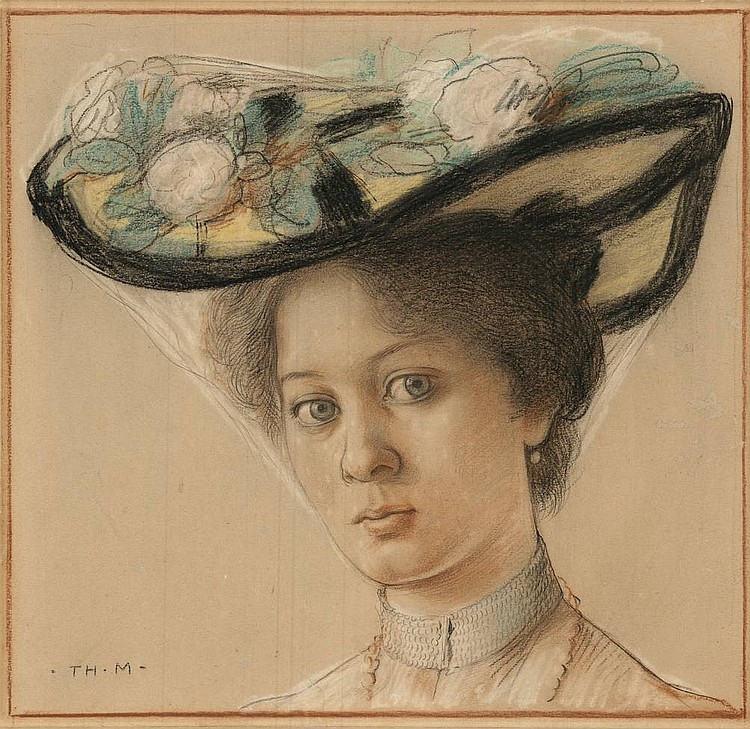
Porträtt av ung kvinna som bär en hatt med blommor av konstnären Theo Molkenboer.

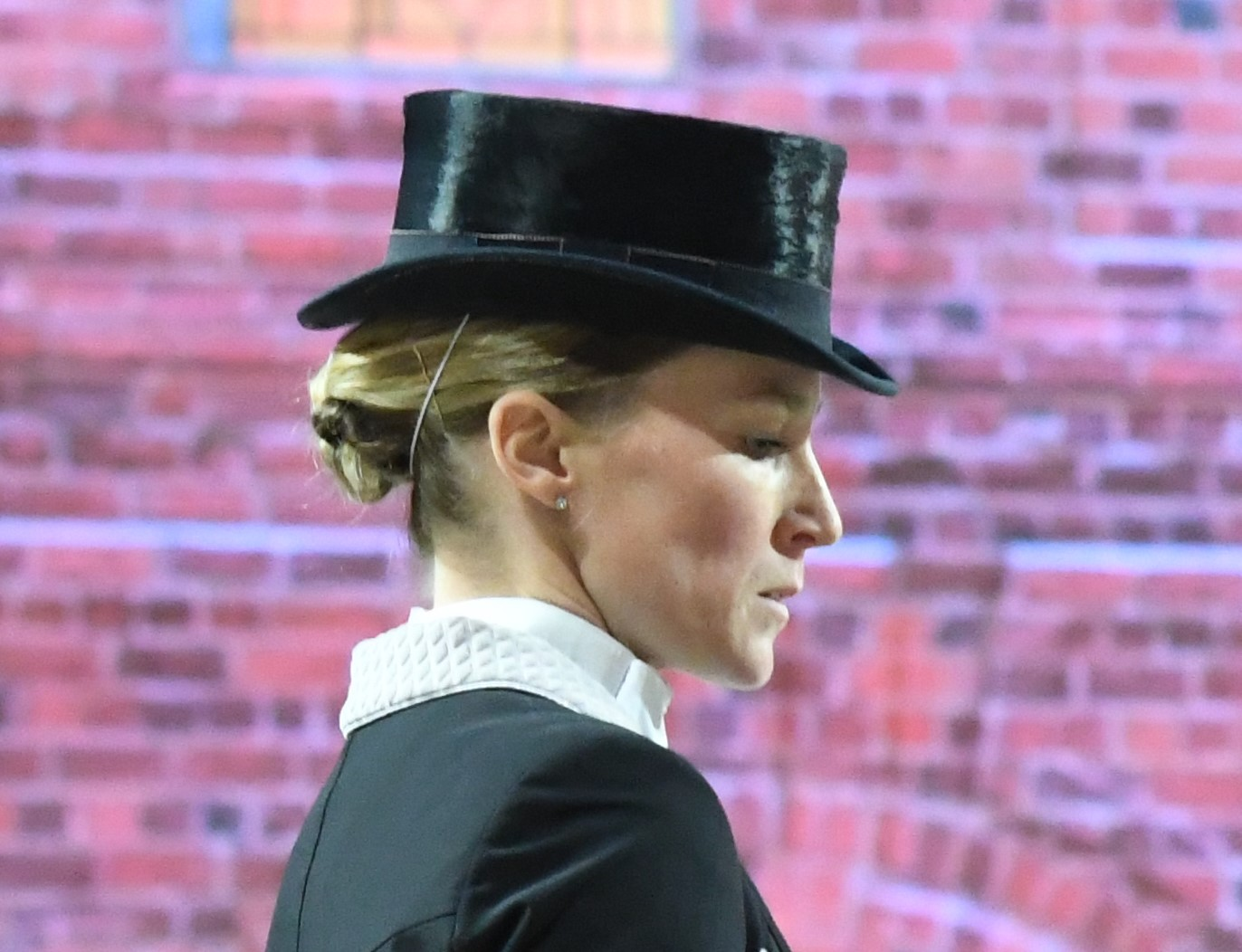
Dressyrryttaren Helen Langehanenberg i hatt, 2018

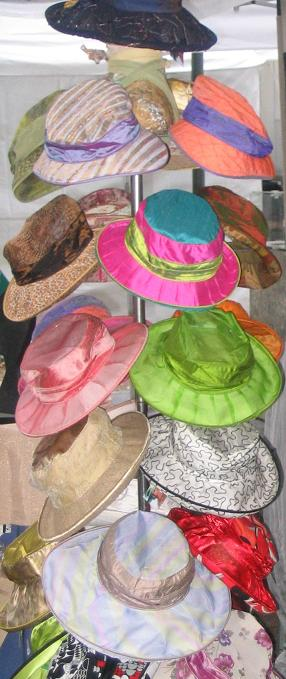
Hattar

Nackhatt med hattnål.

En hatt är en mer eller mindre styv huvudbonad med kulle och i regel ett brätte. Hatt används främst till skydd mot solen, köld och regn. Hattar förfärdigas av olika material till exempel filt och halm. Damhattar som bärs som prydnad görs ofta av tyg såsom siden, sammet med mera. 
Yrkesbenämningen för hattillverkare är modist eller hattmakare.
Fram till 1970-talet var det vanligt i Sverige att kvinnor bar hatt, basker eller sjal utomhus.

## Typer av hattar

### Hattar som status- och festplagg
- bicorne
- bahytt
- cylinderhatt
- fedorahatt
- fez (mössa)
- kavaljerhatt
- plommonstop
- filthatt
- stråhatt
- studentmössa
- trekornshatt

### Hattar som skyddsplagg
- halmhatt
- slokhatt
- ushanka
- sydväst
- stetsonhatt
- rishatt

### Fotnoter
1. ↑  Åsa Forsberg. ”Livet i staden”. Regionmuseet Kristianstad. Arkiverad från originalet den 7 mars 2014. https://web.archive.org/web/20140307170436/http://www.regionmuseet.se/kultur-i-varden/staden.pdf. Läst 2 september 2012.